# Uli Hoeneß
Ulrich "Uli" Hoeneß (sinh 5 tháng 1 năm 1952) là một cựu tiền đạo bóng đá người Đức. Ngoài ra ông còn chơi ở vị trí tiền vệ công, tiền vệ cánh phải.
Trong phần lớn sự nghiệp của mình ông khoác áo FC Bayern München, cùng câu lạc bộ giành ba Cúp C1 liên tiếp từ 1974 đến 1976. Sau đó ông từng làm giám đốc điều hành và là cựu chủ tịch của câu lạc bộ.
Hoeneß khoác áo đội tuyển Tây Đức dự một World Cup và hai Euro, vô địch mỗi giải đấu một lần.
Ngày 16/11/2019, Uli Hoeness tuyên bố từ chức cương vị Chủ tịch CLB Bayern Munich sau 10 năm đảm nhiệm. Người thay thế là Herbert Hainer.

## Danh hiệu

### Câu lạc bộ
- Bundesliga: 1971–72, 1972–73, 1973–74
- DFB-Pokal: 1970–71
- European Cup: 1973–74, 1974–75, 1975–76
- Intercontinental Cup: 1976

### Quốc gia
- FIFA World Cup: 1974
- UEFA European Championship: 1972